# Castrillo-Tejeriego
Castrillo-Tejeriego is een gemeente in de Spaanse provincie Valladolid in de regio Castilië en León met een oppervlakte van 35,98 km². Castrillo-Tejeriego telt 189 inwoners (1 januari 2016).

## Demografische ontwikkeling
Bron: INE, 1857-2011: volkstellingen